# Nyírtass
Nyírtass (tidigare: Tass, tyska: Tausch, jiddisch: טאהש) är en ort (by) i provinsen Szabolcs-Szatmár-Bereg i östra Ungern. Orten har 1 786 invånare (2024), på en yta av 37,95 km². Den ligger cirka 29 kilometer nordost om Nyíregyháza.